# Feleki László (újságíró)
Feleki László (Szatmárnémeti, 1909. január 9. – Budapest, 1989. július 7.) magyar író, újságíró, sportújságíró, humorista.

## Életút
1928-ban Budapesten érettségizett. Már diákkorában a Nemzeti Sport belső munkatársa volt (1927-től). 1934. október 23-án házasságot kötött Budapest VI. kerületében Kilvády Rezső és Bader Terézia lányával, Szendilével. Harcolt a második világháborúban, és 1944-ben fogságba esett.
1945-től a Népsportnál dolgozott, 1949-ben a főszerkesztője lett. A futballvébé elvesztése miatt az egyik bűnbaknak kiáltották ki. Távoznia kellett a sportlaptól. Ezt követően a Ludas Matyi főmunkatársként tevékenykedett 1968-as nyugdíjazásáig. Több népszerű lapnak dolgozott rendszeresen (Új Tükör, Élet és Irodalom, Képes Sport, Film Színház Muzsika). A Színházi adattárban tizenhárom bemutatóját regisztrálták. Ezek többségében társszerzőként jelenik meg a színlapon. Két előadás viszont Fellegi Lászlót jelöli meg szerzőként. Ezek a következők:
- Rablótámadás. Irodalmi Színpad – 1959. június 12.
- Jó éjszakát felnőttek, a Holdban vagytok már? Bartók Színpad – 1962. március 8.

Népszerűvé váltak ironikus versei és humoreszkjei. Aforizmái ma is aktuálisak, népszerűek. A filmgyártáshoz egyetlen alkalommal sikerült közel kerülnie. Az 1965-ben bemutatott Tilos a szerelem című film forgatókönyvírója volt.
1996-tól a Magyar Sportújságírók Szövetsége (MSÚSZ) Feleki László-díjat adományoz a színvonalas sportújságírói teljesítményekért.

## Főbb művei
- Kő kövön... Regény; Magyar Téka, Budapest, 1947
- Magyarország esélyei a londoni olimpián; többekkel; Hidas Ferenc, Budapest, 1947
- A helsinki olimpia; Művelt Nép, Budapest, 1952 (Útmutató városi és falusi SZFTE előadóknak)
- Tizenhat nap; Szépirodalmi, Budapest, 1953
- Kilencven perc; Szépirodalmi, Budapest, 1954
- A sakál hálája. Mesék kis- és nagykorú gyermekek számára; ill. Réber László; Magvető, Budapest, 1957
- A világ közepe. Jegyzetek az Ember címszóhoz; ill. Vasvári Anna; Szépirodalmi, Budapest, 1957
- Le az olvasókkal! Szatírák, humoreszkek és más drámai művek; Magvető, Budapest, 1960
- Homo sapiens; ill. Hegedüs István; Magvető, Budapest, 1963 (Vidám könyvek)
- Isten veled, atomkor!; Magvető, Budapest, 1965
- Mindenféle; Magvető, Budapest, 1966
- Emberi lélek / A gyilkos / Vonaton / Euthanázia; Magvető, Budapest, 1967
- Tizenegyes! (szerk.: Vitár Róbert, 1967, társszerző)
- Budapestszkij haraktyer. Rasszkazi, aforizmi; oroszra ford. Jelena Turmarkina; Pravda, Moszkva, 1968 (Bibliotyeka Krokogyila)
- Ki mondta, hogy ezek versek?; ill. Kaján Tibor; Magvető, Budapest, 1970
- Napoleon. "A csodálatos kaland", 1-3.; Magvető, Budapest, 1976
- Lobogóm Homérosz!; Magvető, Budapest, 1978
- Napoleon utókora; Magvető, Budapest, 1979
- Selgas; Magvető, Budapest, 1980 (Rakéta Regénytár)
- Mindenféle / Híres emberek. Aforizmák, magán- és közmondások, rövid életrajzok; 2. bőv. kiad.; Magvető, Budapest, 1984

„A hadi dicsőség még mindig szélesebb elismerést nyer, mint a tudományos vagy művészi alkotás. A londoni Szent Pál templom kriptájában nyugszik Wellington és Nelson. Mindkét nagy katonának hatalmas síremléke van. Közelükben egy szerény sírkövön mindössze két betű áll : „A. F.” Ki ez? Alexander Fleming, a penicillin felfedezője. Több ember életét mentette meg, mint amennyit Wellington és Nelson valaha is elpusztított.”

– Napoleon utókora

## Elismerései
- Magyar Köztársaság Érdemérem arany fokozata (1951, 1952)
- Munka Érdemrend (1963,[5] 1969)
- Ezüst Sün-díj (Szófia–1967)
- Aranytoll (1979)